# Zashiki-warashi
Un Zashiki-warashi (座敷童子 lit. Niño de la habitación de huéspedes?) es un tipo de ser espiritual perteneciente al folclore japonés. Protege las casas y a sus habitantes de cualquier peligro, proporcionando felicidad y prosperidad.
Según la mitología, podría ser un antepasado de la familia y normalmente se le representa como una niña de corta edad vestida de manera tradicional, con cabello corto y kimono. En otros relatos, se trata de un yōkai japonés de la prefectura de Iwate similar a domovoi.

## Etimología
El nombre proviene de zashiki, haciendo referencia a un cuarto japonés típico (tatami) y de warashi, término regional arcaico que se le da a un niño.

## Características
El aspecto de éste espíritu es el de un niño de unos 5 o 6 años con el cabello ondulado y un rostro rojizo. El niño puede ser de sexo masculino o femenino, aunque actualmente se lo considera femenino.
Un Zashiki-warashi se lo puede encontrar en casas viejas y preferentemente grandes.

## Conducta
Se dice que al habitar una casa, un Zashiki-warashi trae a la residencia buena fortuna, pero si se va de allí, el lugar declina totalmente. Para mantener a tal yōkai en el hogar, este debe sentirse apreciado y cuidado de la misma manera que un adulto criaría a un niño. 
El Zashiki-warashi es un infante por naturaleza, propenso a jugar de manera inofensiva pero también de vez en cuando a causar alguna travesura: puede ser que se sienten en el asiento de un huésped, giren las almohadas y hasta realicen sonidos similares a la música del kagura. 
Dejan a veces pequeñas huellas como si fueran ceniza. Hay diversas variaciones en cuanto a quién puede ver el Zashiki-warashi; esto se limita generalmente a los habitantes de la casa, a veces a los niños. El Ryokufūsō en Kindaichi-Onsen es famoso por su Zashiki-warashi. 
Similar al zashiki-warashi, en otras partes de Japón se incluye el makuragaeshi en la prefectura de Ishikawa, el kurabokko en la prefectura de Tokushima y el akashaguma que vive en Kotohira Shrine.

## En la cultura popular
- En Pokémon el personaje Snorunt está basado en uno de estos.
- En xxxHOLiC, manga del grupo CLAMP, una Zashiki-Warashi se enamora del protagonista, Kimihiro Watanuki, y la misma Zashiki-Warashi cuenta con una escolta de Karasu Tengu que siempre la protege.
- El autor Kenji Miyazawa escribió dos historias acerca del Zashiki-warashi: "Matasaburo of the Wind" (Matasaburo del viento) y "The Story of the Zashiki-Bokko" (La historia del Zashiki-Bokko).
- Uno de los más prominentes yōkai en Jigoku sensei Nūbē es un pequeño Zashiki-warashi que puede dar buena y mala suerte.
- En los primeros dos episodios de "El vendedor de medicina" en Mononoke encuentra un grupo de Zashiki-warashi en el cuarto de hotel de una mujer embarazada.
- En el segundo episodio del anime Sayonara Zetsubō-sensei, una niña hikikomori es confundida con un Zashiki-warashi.
- Un Zashiki-warashi aparece en el segundo capítulo del manga Eerie Queerie de Shuri Shiozu.
- En el manga "La tragedia de P" de Rumiko Takahashi aparece un Zashiki-warashi en el capítulo final.
- En un capítulo de la serie Shin Chan aparece un "Zashiki Warashi" que juega con Shinnosuke y sus amigos. Se lo menciona en español como el "Espíritu del Salón".
- En la serie de televisión Pretty Guardian Sailor Moon, en el Acto 27 "Aparece Sailor Luna", Makoto Kino confunde a la gatita con una Zashiki-warashi al verla en forma de niña.
- En la serie "Kaidan Restaurant" aparece un Zashiki-Warashi en la casa de la protagonista Ako Ozora, con la apariencia de un hombre adulto. (Aunque solo deja ver su sobretodo y sus grandes pisadas de ceniza).
- En la serie "Kimi Ni Todoke", la protagonista principal, Sawako Kuronuma, era apodada Zashiki-warashi por ayudar a toda su clase a sacar buenas notas.
- En la película El verano de Coo, un Zashiki-warashi le transmite una información importante al kappa protagonista.
- En el anime de Hetalia: Axis Powers, capítulo 30, Inglaterra ve una Zashiki-Warashi en la casa de Japón.
- En el manga Ao no Exorcist, el personaje de Shiemi es llamada Zashiki-Warashi por su madre en el capítulo 7.
- En el anime Inu x Boku SS aparece en el capítulo 4 como la sirvienta número 2 del Mezon do Ayakashi (Mansión Ayakashi).
- En la segunda OVA de Hoozuki no Reitetsu aparecen 2 de estas niñas, donde también se explica que cuando abandonan una casa por falta de atenciones de sus dueños, estos caen en desgracia y pierden toda la prosperidad acumulada durante la estancia de las Zashiki-warashi.
- En el anime Omamori Himari aparece una Zashiki-Warashi llamada Kaya. Es una niña vestida con un kimono y cabello corto negro, de personalidad amigable y celosa.
- En la temporada de otoño del 2016 se estrenó Kiitarō Shōnen no Yōkai Enikki, una serie cómica que trata de un joven llamado Kiitarou con un gran sexto sentido que, tras ser expulsado del templo donde vivía por ir a un almacén al que tenía prohibido entrar, acaba viviendo en una pequeña casa con una zashiki-warashi llamada Suzu. Se van presentando algunos youkai con un toque de humor.
- En el episodio 17 de la segunda temporada de Osomatsu-san, Osomatsu representa a una Zashiki-warashi de nombre Osoma cuando Karamatsu y Todomatsu van a una posada de aguas termales.
- En el anime One Piece aparece un Zashiki-warashi (más específicamente un Klabautermann) como un pequeño niño con un martillo, el cual resulta ser el espíritu del primer barco de los protagonistas, cuando se materializa por los daños sufridos en los viajes para su reparación.
- En el manga Yuragisō no Yūna-san la gerente de la posada de aguas termales Yuragi, Nakai Chitose, es una Zashiki-Warashi.
- En el videojuego Ghostwire: Tokyo existe una misión secundaria en la que hay que localizar y liberar un Zashiki-Warashi.